# Die Hülsenbeckschen Kinder
Die Hülsenbeckschen Kinder ist eines der bekanntesten Gemälde des deutschen Malers Philipp Otto Runge; es wird in der Kunsthalle Hamburg ausgestellt.

## Beschreibung
Das Bild zeigt drei spielende Kinder vor einem exakt ausgerichteten Zaun, hinter dem Pflanzen wuchern. Links ragen sechs Sonnenblumenblüten in das Bild, rechts ist das Sommerhaus der Familie Hülsenbeck in Eimsbüttel, damals noch ein Dorf vor der Stadt, zu erkennen. Zwischen den größeren Kindern und der Blume öffnet sich der Blick in eine Landschaft. Im Hintergrund sind (von rechts) die Türme der Hamburger Hauptkirchen St. Katharinen, St. Nicolai, St. Petri und, verdeckt hinter den Sonnenblumen, St. Jakobi zu erkennen.
Dargestellt sind die Kinder von Friedrich August Hülsenbeck, einem Kompagnon von Daniel Runge, dem Bruder des Malers. Im Wagen sitzt der zweijährige Friedrich, der von seinem vierjährigen Bruder August und seiner fünfjährigen Schwester Maria gezogen wird.
Der Betrachter befindet sich auf gleicher Augenhöhe mit den Kindern und wird so in deren Erlebniswelt versetzt. Die Kinder lächeln nicht und wirken damit nicht niedlich.

„Der Jüngste umklammert blindlings ein Blatt der Sonnenblume, während er seine Augen staunend aufreißt. Der Ältere hat den Griff der Deichsel umfaßt und schwingt energisch seine Peitsche, während das Mädchen sich bereits verantwortlich zeigt und mit seiner rechten Hand dem Kleinen ein Zeichen gibt. Drei Entwicklungsstadien der Kindheit werden hier buchstäblich vor Augen geführt.“

Bemerkenswert ist auch, dass die Geschwister vor dem Zaun spielen, nicht eingeschränkt-eingehegt, sondern frei, in freier Natur.

## Ausstellung
Das Bild wurde dem Hamburger Kunstverein 1862 von Richard Hülsenbeck geschenkt. Nach der Eröffnung der Kunsthalle 1869 blieb es jedoch zunächst im Magazin. Erst Alfred Lichtwark übernahm es in die ständige Ausstellung. Im Zweiten Weltkrieg wurde das Bild durch Bombensplitter beschädigt.